# NGC 6804
NGC 6804 é uma nebulosa planetária na direção da constelação de Aquila. O objeto foi descoberto pelo astrônomo William Herschel em 1791, usando um telescópio refletor com abertura de 18,6 polegadas. Devido a sua moderada magnitude aparente (+12), é visível apenas com telescópios amadores ou com equipamentos superiores. 